# Volkenroda
Volkenroda ist ein Ortsteil der Gemeinde Körner im Unstrut-Hainich-Kreis in Thüringen, der vor allem durch das Kloster Volkenroda und die dort ansässige Jesus-Bruderschaft geprägt ist. Beim Ort Volkenroda bestand um 1000 bereits eine bedeutende hochmittelalterliche Reichsburg, die Anlage wurde 1131 dem Zisterzienserorden zum Bau einer Klosteranlage übergeben. Volkenroda ist auch durch die Königseiche bekannt, der Baumveteran ist am nördlichen Ortsrand zu finden. Die Einwohnerzahl beläuft sich auf ca. 170 Personen.

## Lage
Der Ort Volkenroda liegt etwa acht Kilometer (Luftlinie) nordöstlich der Kreisstadt Mühlhausen/Thüringen. Volkenroda ist eingebettet in eine jahrhundertealte Kulturlandschaft. Der südliche Ortsrand leitet in die weiten Ackerfluren auf den fruchtbaren Lössböden des Thüringer Keuperbeckens über. Im Norden befindet sich über den Kalken des Muschelkalks der Volkenroder Wald und der ebenfalls bewaldete Tiergarten. Am Westrand des Tiergarten sind mehrere von den Zisterziensermönchen angelegte Fischteiche bis heute erhalten geblieben. Der größte ist der Kälberteich. Im Westen schließt sich auf einem Naturschutzgebiet (ehemaliger Truppenübungsplatz der Bundeswehr) mit Schafen beweidetes offenes Grasland an. Im nordöstlich gelegenen Schaftal blühen in jedem Frühjahr tausende Märzenbecher.
| \| Windeberg, Saalfeld \| Menteroda \| Obermehler \| \| Schröterode \| \| \| \| Mühlhausen, Grabe \| \| Körner, Schlotheim \| Nachbarorte |                                             |                    |
| Windeberg, Saalfeld | Menteroda                                   | Obermehler         |
| Schröterode | Kompassrose, die auf Nachbargemeinden zeigt |                    |
| Mühlhausen, Grabe |                                             | Körner, Schlotheim |

## Geschichte

### Burganlagen
Eine wichtige, aus dem zentralen Thüringer Becken nach Nordwesten orientierte Altstraße wurde bereits in frühgeschichtlicher Zeit genutzt und durch eine etwa acht Hektar große Wallburg bei Volkenroda und die benachbarte Schlotheimer Wallburg überwacht. Die beachtliche Größe deutet darauf hin, dass hier ein wichtiges militärisches Zentrum der von König Heinrich I. zur Abwehr der Ungarn errichteten Befestigungen gelegen haben kann.
Im 11. Jahrhundert wurden in Nordthüringen und am Rand des Harzgebirges durch die königliche Zentralgewalt etwa 20 Großburgen und befestigte Königshöfe errichtet, wobei auch ältere Anlagen neu errichtet wurden. Die Reichsburg Volkenroda besaß eine Grundfläche von zwei Hektar, hatte eine Ausdehnung von 320 × 280 m und entstand im Areal der älteren Wallburg. Der von sächsischen und thüringischen Adeligen angeführte Aufstand gegen König Heinrich IV. wurde als Sachsenkrieg bekannt. 1073 erfolgte die Belagerung der Burg „Volkenroth“ durch Aufständische, die Aufgabe und Zerstörung der Anlage erfolgte 1075. Nach dem Ende des Aufstandes erhielt der ludowingische Graf Ludwig der Springer die Vogteirechte über den Burgbezirk. Der militärische Wert der Burg war durch die Fortentwicklung der im benachbarten Schlotheim gelegenen Burg der Herren von Schlotheim ersetzt worden. Die noch erhaltenen Gräben und Erdwälle dienten nachfolgenden Siedlern als Schutz für ihr Dorf Volkenroda, das als bäuerlicher Rodungsort am Waldrand fortbestand und zur Herrschaft der Schlotheimer zählte, die als Ministerialen und Hofbeamte der Thüringer Landgrafen dienten. 1130 erwarb eine Helinburg aus dem Grafengeschlecht Beichlingen den Ort und stiftete das erste Zisterzienserkloster Thüringens.

### Zisterzienserkloster
Auf dem nördlichen Gelände der einstigen Burg Volkenroda erfolgte 1131 die Gründung des Zisterzienserklosters Volkenroda als Tochtergründung des Klosters Kamp. Bei der Gründung wurde das Kloster mit den Orten Pöthen, Zehnten in Merxleben und Pfarrrechten in Thamsbrück und Bleicherode ausgestattet. Weiterer Streubesitz wie eine Mühle bei Görmar und eine Mühle in Graba wurden vom König Lothar III. geschenkt. Der westlich des Klosters gelegene Wald ging 1139 aus dem Besitz des Herzogs Heinrich an das Kloster. Es entstanden im Umkreis von 20 Kilometer Klostergüter als Grangien (landwirtschaftliche Betriebe), gleichzeitig wurden bereits bestehende Orte durch Umsiedlung entvölkert. Durch zahlreiche weitere Schenkungen und Rechte sowie durch Zukauf wurde Volkenroda bald zu einem der reichsten und angesehensten Klöster in Nordthüringen. Es erhielt durch die Päpste besondere Förderung, so gestattete Papst Honorius III. dem Kloster die freie Abtwahl und befreite das Kloster von der weltlichen Gerichtsbarkeit. Mehrere deutsche Könige und Kaiser verliehen Volkenroda das Marktrecht, die Thüringer Landgrafen hatten als Schutzvögte das Fortbestehen zu sichern. Das Kloster stellte im 13. Jahrhundert für die Grafen von Tonna und Gleichen eine Brücke zu ihren Besitzungen im Eichsfeld dar. Der Einfluss in der Region stieg im 14. Jahrhundert durch die Erwerbung der Burg Körner und eines Freigutes in der Stadt Mühlhausen.
Tochterklöster wurden von Volkenroda mit Mönchen besetzt: sie entstanden 1133 in Waldsassen, 1162 Reifenstein, 1163 Loccum und 1165 in Dobrilugk.
Das Kloster geriet im 14. Jahrhundert in Verfall durch die Teilnahme an den Fehden und Kämpfen mit den Nachbarherrschaften. Mit der benachbarten Reichsstadt Mühlhausen lag man über 60 Jahre in Fehde, ein berüchtigter Räuber Iser Heinrich (der Eiserne Heinrich) wurde 1376 von den Mönchen als Söldner gedungen, um die Nachbarn zu schädigen. Der Christian von Hellingen lag ebenfalls in Fehde mit den Mönchen und überfiel 1415 einen Klosterhof, um die 12 Pferde und weitere Geiseln abzuführen.
Mit der Teilung des Herzogtums Sachsen im Jahr 1485 kam es zum albertinischen Gebietsteil.
Im Bauernkrieg erschien der Mühlhäuser Prediger und Bauernkriegsführer Heinrich Pfeiffer 1525 bei den Bauern des Klosters um sie für den Aufstand zu werben. Viele der von Pfeiffers und Thomas Müntzers Predigten fanatisierten Bauern zündeten sogar ihre eigenen Höfe an, um mit der Vergangenheit als Klosterleibeigene zu brechen. Nach einer Amtsbeschreibung waren die Orte Menteroda, Kleinkeule, Volkenroda und Bertaroda von ihren Bewohnern verlassen worden, um sich dem Bauernheer anzuschließen. Die fast ungeschützten Volkenrodaer Klostergebäude wurden am 29. April 1525 im Handstreich durch die aufständischen Bauern eingenommen und geplündert, vier der führenden Mönche wurden einem Standgericht der Bauern zugeführt und erhängt. Die meisten Urkunden und Gebäude wurden beim Abzug durch Brandstiftung zerstört oder beschädigt.  Der sächsische Herzog Georg, ein dem katholischen Glauben treu gebliebener Wettiner ordnete als Landesherr den unverzüglichen Wiederaufbau des Klosters an. In der weiteren Abfolge der Ereignisse folgten seine Nachfolger dem Beispiel anderer protestantischer Landesherren und verfügten 1540 die endgültige Aufhebung des Volkenrodaer Klosters. Einer der letzten Äbte, Nicolaus Sever, entsagte dem Orden und veruntreute nach drei Jahren als weltlicher Klostervogt das einstige Klostergut Bollstedt und andere Einkünfte der Mönche. Der letzte Abt des Klosters, Ludolf mit Namen, übergab 1543 den Besitz an Herzog Moritz von Sachsen. 1544 fiel das Kloster dem späteren sächsischen Kurfürsten August zu. Ab 1645 gehörte Volkenroda als Hauptort der Exklave des Amts Volkenroda zum Herzogtum Sachsen-Gotha. 1830 wurden die allgemeinen Verwaltungs- und Amtsgeschäfte des Amts Volkenroda an Tonna abgegeben, es verblieb nur das Justizamt im Ort. Die Verwaltungsaufgaben wurden 1869 vom Landratsamt Gotha übernommen und die Gerichtsbarkeit nach Tonna verlagert.
Die ehemalige ringförmige Klostermauer aus Bruchsteinen und ein Steintor sowie Reste der 1150 geweihten Kirche (kreuzförmige romanische Basilika) sind bis heute erhalten geblieben.

### Amt und Gut Volkenroda

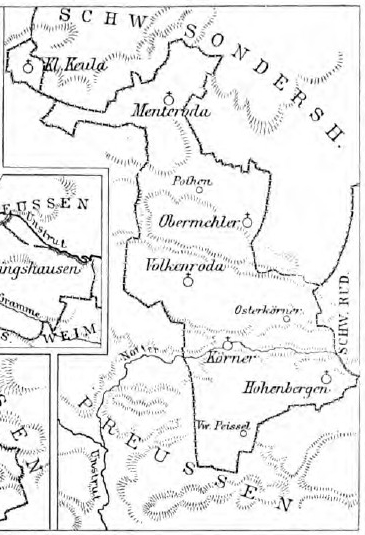
Das Amt Volkenroda

Auf Anordnung des sächsischen Kurfürsten August wurde um 1545 aus dem säkularisierten Klosterbesitz und den angrenzenden Ländereien das sächsische Amt Volkenroda gebildet, es bestand
aus den Orten Hohenbergen, Kleinkeula, Körner, Menteroda, Obermehler, Österkörner und Pöthen und bestand bis 1869, als es dem Amt Tonna zugeteilt wurde. Der Sitz des Amtsvogtes von Volkenroda befand sich auf dem Klostergelände, als erster Verwaltungsbeamter ist Georg von Hering bekannt. Das Klostergut wurde als herzogliches Kammergut fortgeführt.
Als Ergebnis der Gründung des Freistaates Thüringen wurde 1921 eine Verwaltungsreform durchgeführt. Volkenroda gelangte 1922 als Ortsteil der Gemeinde Körner zum neu gegründeten Landkreis Sondershausen, der bis 1952 bestand. Die 2. Parteikonferenz der SED (9.–12. Juli 1952) löste eine Neustrukturierung der Gebiets- und Verwaltungsstruktur aus, die Länder wurden abgeschafft und durch Bezirke ersetzt, die Grenzen der Kreise wurden neu festgelegt. Der Landkreis Mühlhausen wurde nach der Verordnung der Bezirks- und Kreisgrenzen vom 25. Juli 1952 neu strukturiert, der Ort Körner und weitere Nachbarorte gelangten mit sofortiger Wirkung zum Landkreis Mühlhausen.
Bis in die jüngste Vergangenheit war Volkenroda ein sehr kleiner Ort mit wenigen Gebäuden geblieben. Die einstige Klosterkirche war bis 1968 evangelische Kirche des Dorfes, bevor sie wegen Baufälligkeit geschlossen wurde. Das Dorf wurde bereits zur „Absiedelung“ vorgesehen, es wurden von staatlicher Seite keine Investitionen mehr bewilligt und vorgenommen.

### Wiederherstellung des Klosters nach der Wende
Kurz nach der Wiedervereinigung Deutschlands zogen zwei westdeutsche Bruderschaften (Jesus-Bruderschaft Gnadenthal und Christusbruderschaft Selbitz) nach Volkenroda. Man begann mit der Wiederherstellung der Klosteranlage. 1994 hat die Jesus-Bruderschaft das Kloster erworben und maßgeblich zum Wiederaufbau der Anlage beigetragen. Seitdem gestaltet sie dort auch wieder ein gemeinschaftliches Leben im klösterlichen Sinne und empfängt Gäste zu Tagungen oder zur Einkehr. 2005 übernahm die Stiftung Kloster Volkenroda das Anwesen. Stiftungszweck ist die Förderung des christlichen Glaubens und eines geistigen, sozialen, wirtschaftlichen, kulturellen und gesellschaftlichen Lebens im Kloster Volkenroda.

## Jesus-Bruderschaft
Die Jesus-Bruderschaft ist eine evangelisch geprägte aber ökumenisch ausgerichtete Kommunität. Die Lebensgemeinschaft besteht aus ehelos lebenden Brüdern und Schwestern sowie Familien. Die Mitglieder kommen aus unterschiedlichen Kirchen und Konfessionen, denen sie bleibend angehören. Ihr Zentrum ist seit 1969 das Kloster Gnadenthal (Hessen). Seit 1994 ist das Kloster Volkenroda eine Außenstation der Kommunität.

## Bergbau im Gebiet Volkenroda

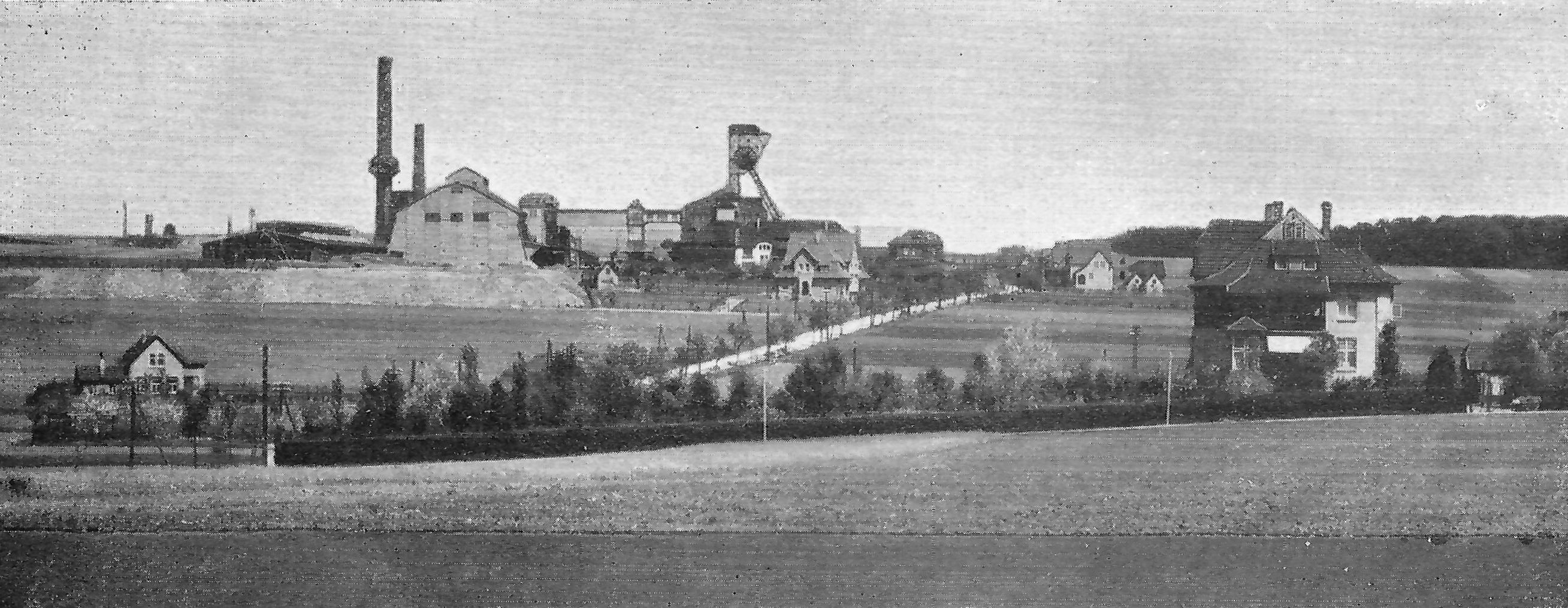
Gewerkschaft Volkenroda, etwa in den 1920er Jahren

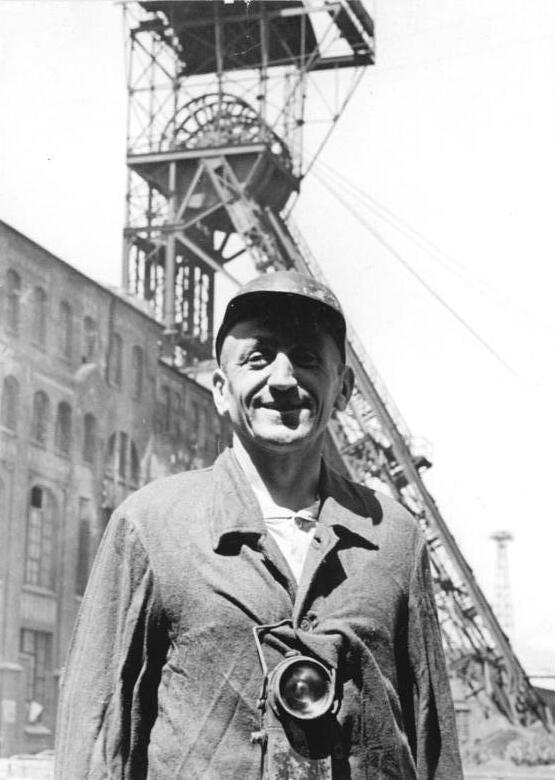
Bergmann im VEB Kaliwerk Volkenroda (1952)

Die Anfänge des Bergbaus im Gebiet Volkenroda reichen bis in das 17. Jahrhundert. Am 2. August 1650 hatte ein im Auftrag des Sachsen-Gothaer Herzogs Ernst der Fromme tätiger Bergmann die Umgebung des Ortes mit der Wünschelrute abgesucht. Einem Bericht aus dem Jahr 1651 ist zu entnehmen, das man im Schaftal mit der Anlage eines Schachtes begonnen habe, um Salz zu fördern. Der Versuch scheiterte zunächst, als man die beim Abteufen des Schachtes angetroffenen stark andrängenden Grubenwässer nicht ableiten konnte, da es an erforderlicher Hebetechnik mangelte. Der vor Ort tätige Bergmeister Jacob Börner ordnete das sofortige Ende aller Arbeiten an.
Der zweite Bergbauversuch wurde 1740 unternommen: eine in Treffurt gegründete Genossenschaft hatte den Plan gefasst, am Kübelberg bei Körner ein Steinkohlenbergwerk zu gründen. Die Anregung zu diesem Bergbau gingen vom Volkenrodaer Amtsphysikus Pelargus aus, der sich auch für Mineralogie interessierte und vor Ort gesammelten Proben vorweisen konnte. Die Volkenrodaer Steinkohle wurde oberflächennah gefunden und abgebaut, war aber nur in Flötzen von kleinster Ausprägung vorhanden, daher blieb ein wirtschaftlicher Erfolg aus. Im März 1758 wurde der Friedrichrodaer Bergmeister Baum nach Volkenroda geschickt, um Erkundigungen einzuziehen, er traf einen bereits stillgelegten Betrieb an.
Am 2. April des Jahres 1854 gründeten 27 Mitglieder den „Volkenrodaer Bergbauverein“. Es war eine Notgemeinde, da die Mehrzahl der Vereinsmitglieder verarmte Bauern und Tagelöhner waren und ihre letzten Ersparnisse auf den Bergbau setzten. Man war nach dem Studium der alten Akten hoffnungsvoll, den am Schaftal begonnenen Schacht durch moderne Pumpentechnik in Gang setzen zu können. Die Konzession war vage auf den Abbau von Torf, Braunkohle, Steinkohle, Gips und Steinsalz beantragt worden, da man noch keine Kenntnisse vom geologischen Aufbau der Region hatte. Zeitgleich wurden um 1850 durch geologische Erkundungsbohrungen im Raum Staßfurt zunächst als „Hartsalze“ bezeichnete Sedimente festgestellt, die durch später entwickelte technische Verfahren zur Grundlage der Düngemittelindustrie und Kalichemie wurden. Die vom herzoglichen Bergamt bewilligte Konzession erlaubte jedoch nur die Förderung von Kohle, der Salzabbau wurde zunächst verwehrt, um die in herzoglichem Besitz tätige Saline Bufleben vor wirtschaftlicher Konkurrenz zu schützen.
Der Beginn des eigentlichen Kalibergbaus in der Exklave Volkenroda des Herzogtums
Sachsen-Coburg und Gotha fällt in die Zeit um 1900. Am 16. August 1905 genehmigte das Bergamt Ohrdruf die Erkundungsbohrungen der in Gründung befindlichen Gewerkschaft Volkenroda. Die als Aktiengesellschaft geplante Unternehmung sollte nur bei erfolgreicher Prospektion gebildet werden. Der aus Hannover stammende Bergrat Gustav Kost hatte gemeinsam mit dem Hamburger Industriellen Kommerzienrat Gustav Stähr und dem in Beienrode (Königslutter) lebenden Industriellen Gustav Starke auf der Grundlage der geologischen Gutachten einen Plan zur Gründung von Kalibergwerken entwickelt und mit dem Gothaer Bankier Albert Linz einen einflussreichen Befürworter und Finanzgeber gefunden.
Am 19. Oktober 1905 wurde in der Flur Menteroda „Am Triftgraben“ mit Erkundungsbohrungen (Deutsche Tiefbohr AG Nordhausen) begonnen, ein weiterer Bohrturm stand an der Straße nach Holzthaleben. Am 4. Juli 1906 war eine Tiefe von etwa 1040 m erreicht und die sofort ausgewerteten Bohrkerne veranlassten Linz einen Bergbaubeamten aus Ohrdruf anzufordern, um in dessen Beisein gewonnene Proben für die amtliche Erlaubnis vorzulegen. Schon am 28. August 1906 begann der Aufbau des Schachtes „Karl Eduard“ der Kaligewerkschaft Volkenroda, etwa 500 m vom Ortsrand Menteroda entfernt.
Der Ort Menteroda lag zu diesem Zeitpunkt in der Nähe einer Eisenbahnstrecke während die anderen Orte um Volkenroda verkehrstechnisch noch unterentwickelt waren.
Bereits der Bau des ersten Schachtes verlief unter großen technischen Schwierigkeiten. Im Juni 1909 konnte die Förderung des Kalisalzes beginnen. Eine Schlagwetter-Explosion, die durch in die Grube eindringendes Erdöl und Erdgas ausgelöst wurde, führte 1930 zur Entdeckung einer Erdöllagerstätte durch die heutige Wintershall GmbH. Das Vorkommen machte 1931 ein Viertel der deutschen Förderung aus. 1951 kam es im Kali- und Steinsalzbergwerk zu einer erneuten Schlagwetterexplosion, die zu 9 Todesopfern und 15 Verletzten führte.
Mit allen anderen Kalibergwerken in der sowjetischen Besatzungszone 1946 enteignet und in die Sowjetische Aktiengesellschaft (SAG) Kali eingebracht, 1949 dann in die VVB Kali und Salz Halle (ab 1956 Erfurt) überführt. Nach deren Auflösung 1970 gehörte Volkenroda zum Kombinat Kali Sondershausen, VEB Kalibetrieb Südharz-Sondershausen.

## Veranstaltungen
Das ehemalige Kloster Volkenroda ist zu einem Ort der Begegnung geworden. Auf dem Anwesen finden Seminare, Exerzitien, Konzerte, Ausstellungen, Gottesdienste sowie der monatliche Bauern-, Oster- und Weihnachtsmarkt statt. Ein Schulbauernhof ermöglicht es Kindern und Jugendlichen den Kontakt zu Tieren aufzubauen. Unter der Schirmherrschaft des Thüringer Kultusministerium entstand 2002 das seitdem jährlich stattfindende Kulturfestival „JUNGE KUNST“. In den ersten acht Jahren haben sich 188 meist jugendliche Künstler aus 15 Ländern im Klostergelände betätigt und Erfahrungen ausgetauscht.

### EXPO-Christus-Pavillon

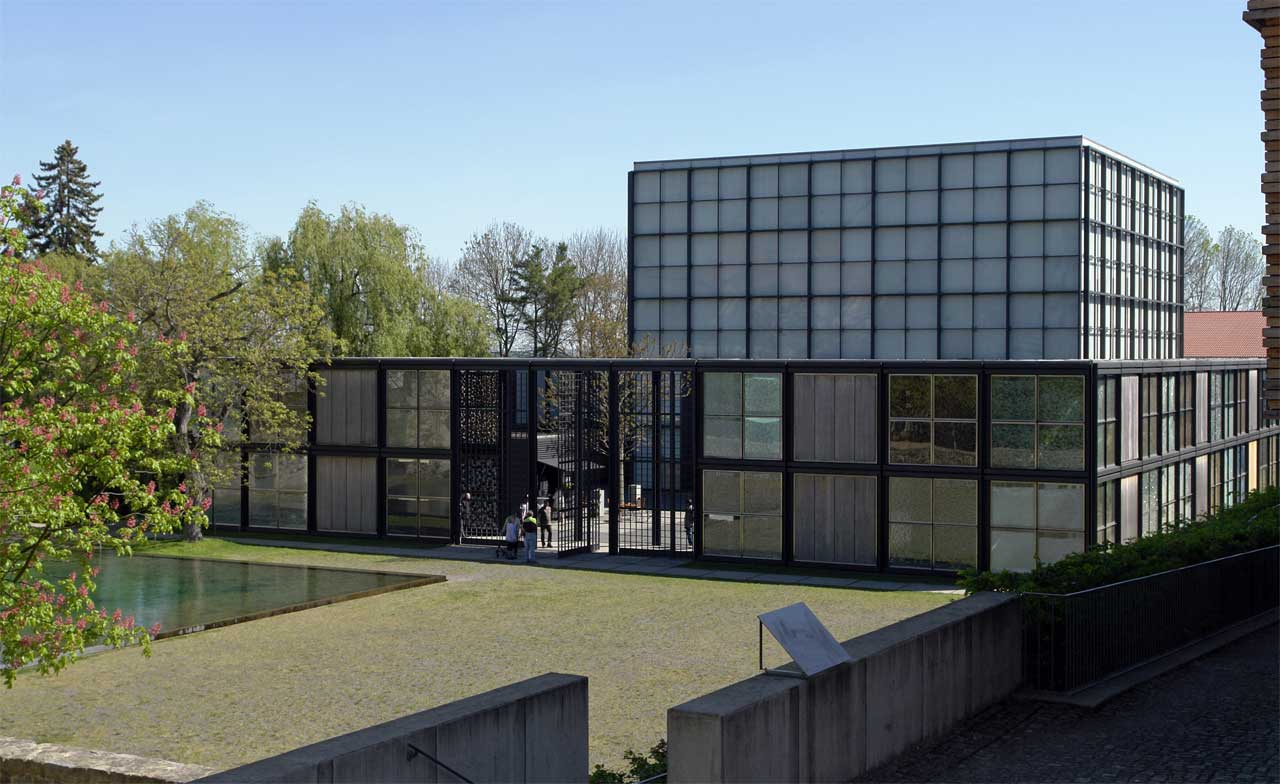
Christuspavillon Volkenroda

Im Rahmen der EXPO 2000 in Hannover wurde Volkenroda zum Lebensform-Projekt des Freistaates Thüringen. Der Christus-Pavillon der evangelischen und katholischen Kirche auf der EXPO wurde in Volkenroda wiedererrichtet und wird seither durch die Jesus-Bruderschaft dauerhaft genutzt.

### Naturschutz

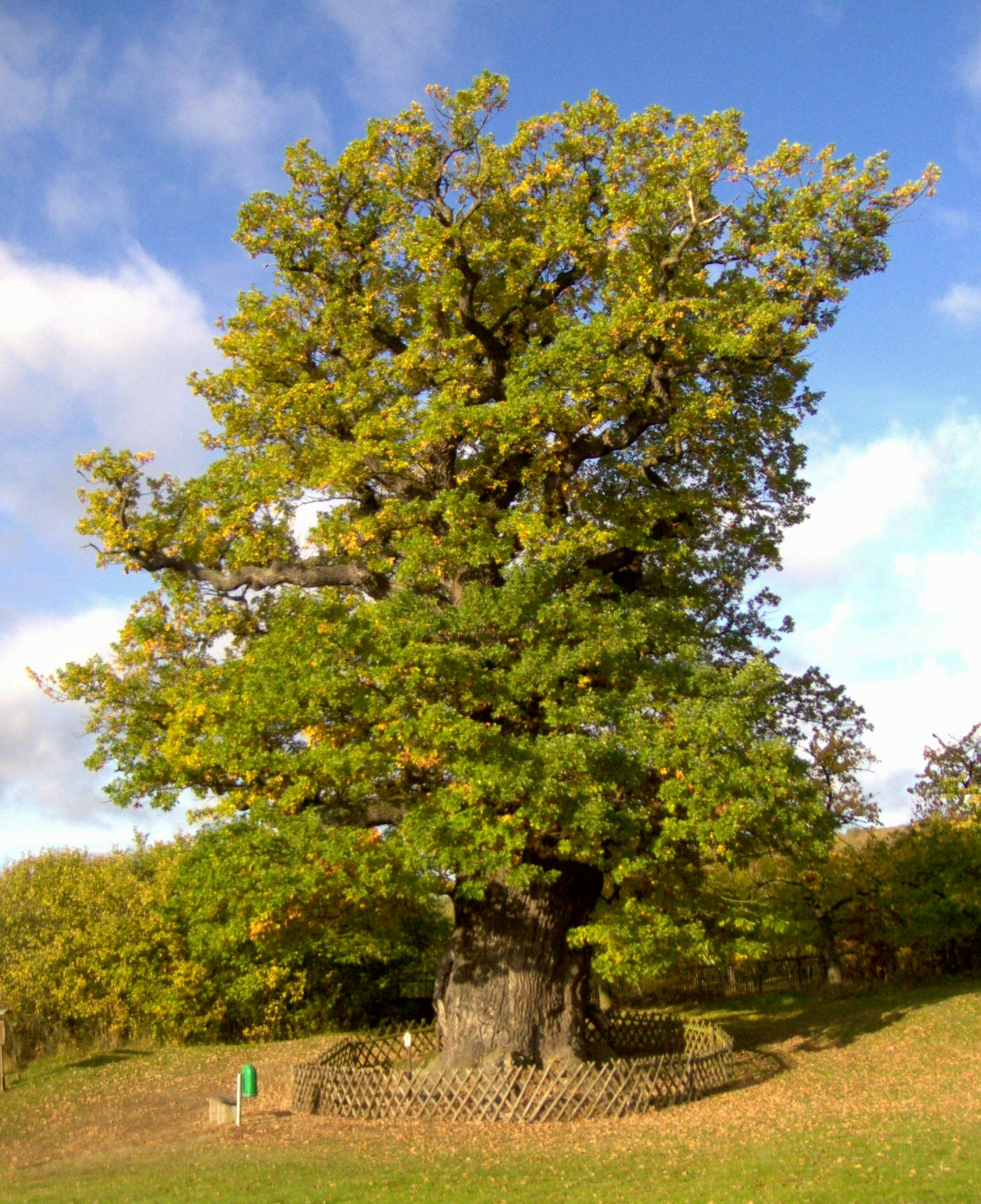
Königseiche bei Volkenroda, ein etwa 610 Jahre alter Baumveteran.

Der Ort Volkenroda ist umgeben von Streuobstwiesen und Heckenzügen. Am Nordrand stehen alte Walnussbäume sowie die Königseiche mit einem BHU von 9,65 m, die die ehemalige Hutewaldnutzung bezeugt.

## Pilgerwege
Seit 2005 ist Volkenroda Anfangs- bzw. Endpunkt des Pilgerweges zwischen Kloster Volkenroda und dem Filialkloster Loccum bei Hannover. Der Hauptweg führt über das nahe gelegene Mühlhausen durch das Unstruttal ins Eichsfeld und verbindet auf dem Weg die Klöster Reifenstein, Bursfelde, Amelungsborn und Fischbeck. Der Klosterpfad in Nordwest-Thüringen, ein Nebenweg des Pilgerweges, verbindet Volkenroda mit dem Franziskaner-Kloster auf dem Hülfensberg und dem Kloster Zella (Diakonieeinrichtung mit romanischer Kirche aus dem 11./12. Jahrhundert) im Eichsfeld. Mit dem Klosterpfad sind insgesamt neun Klöster und Ordenshöfe zwischen dem Thüringer Becken und dem Eichsfeld zu einem Pilgerweg vereint. Ein weiterer Pilgerweg, die Via Porta, verbindet seit Mai 2010 das Zisterzienserinnenkloster Waldsassen mit dem Kloster Volkenroda.

## Persönlichkeiten
- Karl August Friedrich Brückner (* 2. Mai 1803 in Volkenroda; † 21. Januar 1853 in Schweidnitz), Pädagoge und Historiker.
- Ernst Moritz Karl Brückner (* 7. Januar 1807 in Volkenroda; † 22. Juni 1887 in Gotha), Jurist und Verwaltungsbeamter.
- Dieter Ameling (1941–2020), Manager.